# Grifin
Grifin ali grifon (grško: γρύφων, grýphōn, ali γρύπων, grýpōn, zgodnje oblika γρύψ, grýps; latinsko: gryphus) je legendarno bitje s telesom, repom in zadnjimi nogami leva; glava in peruti so orlova; in orlovimi kremplji na prednjih nogah. Ker lev tradicionalno šteje za kralja zveri in orel za kralja ptic, je bil grifin še posebej močno in veličastno bitje. Grifin naj bi bil tudi kralj vseh bitij. Znani so po varovanju zaklada in neprecenljivega premoženja.
Adrienne Mayor, klasični folklorist meni, da starodavni grifin izhaja iz fosilnih ostankov Protoceratopsa, ki so ga našli v rudnikih zlata v gorah Altaja v starodavni Skitiji, danes jugovzhodni Kazahstan ali v Mongoliji.  V antiki je bil simbol božanske moči in varuh božjega.   
Nekateri menijo, da je beseda grifin sorodna s kerubom.

## Oblika
Medtem ko so grifini najbolj pogosti v umetnosti in izročilu antične Grčije, obstajajo dokazi o predstavitvi grifinov v antični Perziji in antični egiptovski umetnosti iz okoli 3300 pred našim štetjem.  Največ kipov je podobno pticam s kremplji, čeprav imajo na nekaterih starejših slikah grifini levje prednje okončine. Običajno imajo levji zadnji del. Orlova glava z ušesi je običajna; ta so včasih opisani kot levja ušesa, pogosto so podolgovata (bolj kot konjska) in so včasih pernata. Najzgodnejša upodobitev grifinov so freske iz 15. stoletja pr. n. št. v Prestolni sobi v Knososu, kot jo je obnovil Sir Arthur Evans. Oblike se nadaljujejo kot dekorativne teme v arhaični in klasični grški umetnosti.
V Srednji Aziji se grifini nastali približno tisoč let po bronastodobni Kreti, v 5. do 4. stoletju pred našim štetjem, najverjetneje izvirajo iz Ahemenidskega cesarstva stare Perzije. Grifin je veljal za "zaščitnika pred zlom, čarovništvom in skrivnostmi obrekovanja".  Sodobni raziskovalci ga imenujejo lev-grifin, kot na primer Robin Lane Fox v Aleksandru Velikem, 1973-31 in ugotavlja na str. 506, da je upodobljen lev-grifin, ki napada jelena v mozaiku Dartmouth College ekxpedition [http://greecefsp2009.files.wordpress.com/2009/05/dsc_0175.jpg v Pelli (stara Grčija), morda kot simbol Makedonskega kraljestva ali osebno enega od Aleksandrovih naslednikov, Antipaterja.
Grifin iz Pise je velika bronasta skulptura, ki je bila v Pisi v Italiji od srednjega veka, čeprav je islamskega izvora. To je največji znan srednjeveški islamski bronasti kip, visok 1,08 m. in je verjetno nastal v 11. stoletju v Al-Andaluz (Islamska Španija). Od okoli 1100 je bil postavljen na steber na strehi katedrale v Pisi, dokler ga leta 1832 niso nadomestili z repliko; original je sedaj v Museo dell' Opera del Duomo v Pisi.
Redko je grifin upodobljen brez kril ali brezkrilni lev z orlovo glavo opredeljen kot grifin. V 15. stoletju in kasneje v heraldiki se takšna zver lahko imenuje alce ali keythong.

## Srednjeveško izročilo
V legendi grifin ni le zaščitnik življenja ampak če je kateri od partnerjev umrl potem bi naj bil drugi še preostanek svojega življenja sam in naj ne bi nikoli iskal novega partnerja. Grifina je tako naredila Cerkev za simbol nasprotovanja ponovni poroki. Hipogrif je legendarno bitje, ki naj bil potomec grifina in mare. Ker je združeval zver in ptico, je bil v krščanstvu simbol Jezusa, ki je bil tako človeški kot božanski. Kot primer je mogoče najti vrezane v nekaterih cerkvah.
Po mnenju New Dictionary of Heraldry, patra Stephena, naj bi imel grifinov krempelj zdravilne lastnosti in njegovo perje bi ozdravljalo slepe. Čaj narejen iz grifinovih krempljev (verjetno rogov antilope) in grifinovih jajc (verjetno nojevih jajc) je bil zelo cenjen na srednjeveških evropskih dvorih.  Goblets fashioned from griffin claws (actually antelope horns) and griffin eggs (actually ostrich eggs) were highly prized in medieval European courts.
Ko se je v srednjem veku in renesansi pojavila pomorska velesila Genova, so grifina začeli prikazovati kot del simbola Republike Genova, na zadnji strani ščita križa svetega Jurija.
V 12. stoletju je bil videz grifina zelo določen: "Celotno telo je bilo levje, njegova krila in glava orlovska".  Ni še jasno ali so njegove prednje okončine orlove ali levje. Čeprav je opis natančen, so ilustracije dvoumne.

## Heraldični pomen
V heraldiki je grifin, kot združitev leva in orla določal pogum in drznost in je vedno sestavljen kot močna sovražna pošast. Uporabljal se je za označevanje moči in poguma v vojski. Grifins z levjim telesom, orlovo glavo z dvignjenimi ušesi in perjem, sprednje noge orlove vključno s kremplji naj bi kazale kombinacijo inteligence in moči. 
V britanski heraldiki je moški grifin prikazan brez kril, njegovo telo pokriva šop velikanskih trnov, s kratkim rogom na čelu, kot za samorog. Ženski grifin se pogosteje uporablja s krili.

## V arhitekturi
V arhitekturni dekoraciji je grifin običajno predstavljen kot štirinoga zver s krili in glavo orla z rogovi ali z glavo in kljunom orla. Kar šestnajst grifinov krasi tudi ljubljanski Zmajski most; po dva ob spodnjem delu vsakega kandelabra. Ljudje jih pogosto zmotno zamenjujejo z zmaji.

## V literaturi
Grifini se pogosto uporabljajo v Perzijski poeziji. Rumi je eden od pesnikov, ki se v pesmih sklicuje na grifine.
V Dantejevi Božanski komediji Beatrice odide v nebesa z začetkom potovanja skozi raj na letečem grifinu, ki je letel kot strela. Sir John Mandeville je v 14. stoletju napisal o tem knjigo potovanj:
»V tej državi je veliko grifinov, več kot v kateri koli drugi državi. Nekateri ljudje pravijo, da imajo telo zgoraj kot orel in spodaj kot lev in resnično pravijo, da so se te oblike. Ampak en grifin da ima telo bolj veliko in je bolj močno kot osem levov, ti levi so na tej polovici bolj veliki in močnejši kot sto orlov, kot jih imamo med nami. En grifin bo nosil, ko leti v njegovo gnezdo, velikega konja, če ga lahko najde ali dva vola vprežena skupaj s plugom. Kremplje ima tako dolge in tako velike na nogah, kot da bi bili rogovi volov ali krav, tako da bi moški lahko naredili skodelice in iz njih pili. In iz njihovih reber in njihovih kril so moški naredili močne loke, da bi streljali s puščicami.«
V Sinu Neptuna Ricka Riordana, so Percy Jackson, Hazel Levesque in Frank Zhang napadli grifine na Aljaski.
V seriji Harry Potter, lik Albus Dumbledore ima grifina v obliki tolkača. Tudi priimek lika Godric Gryfondor je variacija na francoskega griffon d'or (zlati grifon).

## Moderna uporaba
Grifin je simbol Philadelphia Museum of Art. Njegov bronasti odlitek stoji na vsakem vogalu strehe muzeja, da bi zaščitil zbirko. Podobno je bil sredi 1990 -tih grifin del logotipa Midland Bank (zdaj HSBC).
Grifin je logotip United Paper Mills, Vauxhall Motors in Scanie in njenih nekdanjih partnerjev v skupini SAAB-Aircraf in Saab Automobile. Najnovejši lovec, ki ga proizvaja družba SAAB-Aircraft, nosi ime Gripen (Griffin), kar je bil rezultat javnega natečaja. General Atomics je uporabil izraz »Griffin Eye« za svojo nadzorno inteligentno platformo, ki temelji na civilnih letalih Hawker Beechcraft King Air 35ER.
Grifini, tako kot mnoga druga izmišljena bitja, se pogosto pojavijo v delih domišljijskega žanra. Primeri takega žanra, kjer se pojavlja grifin so: Warhammer Fantasy Battle, Warcraft, Heroes of Might and Magic, Dungeons and Dragons (glej Griffon (Dungeons & Dragons)), Ragnarok Online, Harry Potter, The Spiderwick Chronicles, My Little Pony: Friendship is Magic, and The Battle for Wesnoth.. 

### Šolski emblemi in maskote
Trije grifoni tvorijo grb Trinity College, Oxford (ustanovljen 1555), ki izvira iz družinskega grba ustanovitelja Sir Thomasa Popa. Šolska družba je znana kot The Gryphon in se radi pohvalijo, da so ena od najstarejših institucij v državi, kar precej starejša od bolj znanega Oxford Union Society. 
Grifini so maskote tudi za VU University Amsterdam, Reed College, Sarah Lawrence College, University of Guelph in Canisius College.
Uradni pečat univerze Purdue je bil sprejet v času stoletnice univerze leta 1969. Pečat, ki ga je odbor zaupnikov odobril, je zasnoval profesor Al Gowan. Nadomestil je neuradno tistega, ki je bil v uporabi že 73 let.
College of William and Mary v Virginiji je spremenil svojo maskoto v grifina aprila 2010. Grifin je bil izbran, ker je kombinacija britanskega leva in ameriškega orla.
V 367th Training Support Squadron's v 12th Combat Aviation Brigade  uporablja grifina v svojih enotah.
Maskota St. Mary College, ene od šestnajstih šol v Durham University.
Maskota Glenview Senior Public School v Torontu je grifin in ime je vključeno v njihove športne ekipe.
Maskota L&N STEM Academy v Knoxvillu, Tennessee - grifin predstavlja znanost, tehnologijo, inženirstvo in matematiko šole. Šola je bila odprta v avgustu 2011. Grifin je vključen tudi v šolsko ekipo robotike.
Maskota in logotip Charles G. Fraser Junior Public School v Torontu je ilustracija grifina.
Maskota Glebe Collegiate Institute v Ottawi je grifin in ime ekipe je Glebe Gryphons.
Griffin je uradna maskota Chestnut Hill College in Gwynedd Mercy College v Pensilvaniji.

### V profesionalnem športu
Grand Rapids Griffins je profesionalna hokejska ekipa v American Hockey League.

### Zabaviščni park
Busch Gardens Williamsburg je vrhunska atrakcija imenovana "Griffon" in je bil odprt leta 2007. Leta 2013 je bil odprt zabaviščni park Cedar Point v Sanduskyju, Ohio, ki ima "GateKeeper", jeklen tobogan, ki se ponaša z grifinom kot svojo maskoto

## Uporaba besede za prave živali
Nekatere velike vrste jastrebov mrhovinarjev se imenujejo grifini, vključno beloglavi jastreb (Gyps fulvus). Znanstveno ime za andskega kondorja je vultur gryphus, latinsko za "jastreba grifina".